# Аулиеколь
Аулиеколь (каз. Әулиекөл) — село, административный центр Аулиекольского района Костанайской области Казахстана. Административный центр и единственный населённый пункт Аулиекольского сельского округа. Код КАТО — 393630100.

## География
Село расположено в 110 км на юго-юго-восток от областного центра города Костаная.

## История
В середине XIX века на месте нынешнего села Аулиеколь находился казахский аул, который первые переселенцы назвали Жакейкин аул.
В конце 80-х годов XIX века появились первые переселенцы. Сельская община, составившаяся из жителей-переселенцев, образовалась в 1897 году. Участок для заселения села был официально оформлен только в 1901 году, и село получило название Семиозёрное.
В Семиозёрном работали заводы: пивоваренный, маслозавод, хлебозавод, завод по производству мясокостной муки, а также мебельная и швейная фабрики, был крупный автобусный парк, автобаза по перевозке грузов, дорожно-строительное и дорожно-эксплуатационное предприятия, множество мелких организаций и предприятий (общепит, бытовые услуги и т. п.). Работало четыре школы, ПТУ, шесть или семь детских садов, имеется мечеть и православная церковь. В конце 1980-х годов население села было в пределах 17—18 тысяч человек.

## Население
В 1999 году население села составляло 11 552 человека (5550 мужчин и 6002 женщины). По данным переписи 2009 года в селе проживали 11 692 человека (5595 мужчин и 6097 женщин).
На начало 2019 года население села составило 10 692 человека (5179 мужчин и 5513 женщин).

## Галерея
| - Аулиекульская волостная школа Тургайской области (1896 г.) |